# التهاب العجان الكلوي
التهاب العجان الكلوي هو عدوى في محيط الكلية إما يمينًا أو يسارًا. يمكن أن يكون ناتجًا عن تسلل البكتيريا خارج الحوض الكلوي (التهاب الحويضة والكلية) أو نتيجة عدوى أخرى في الكلى. تشمل العواقب إصابة الأعضاء المجاورة على سبيل المثال القولون المستعرض أو خلف الصفاق أو ارتفاع ضغط الدم. قد يحدث أيضًا خراج حول الكلى.